# تامارین کلاه‌پنبه‌ای
تامارین کلاه‌پنبه‌ای (نام علمی: Saguinus oedipus) نام یک میمون در معرض انقراض از سردهٔ تامارین است.
تامارین کلاه‌پنبه‌ای یک پخ‌بینیِ کوچک است و از نخستی‌سان به‌شمار می‌رود.وزن این جانور ۵۰۰ گرم است. این گونه، گونه ای در معرض انقراض است و کمتر از ۶۰۰۰ عدد از این جانور وجود دارد.